# Tiereuthanasie
Als Tiereuthanasie, Einschläfern oder Einschläferung bezeichnet man die Tötung eines kranken oder verletzten Tieres durch befugte Personen wie Veterinärmediziner, Polizei oder auch Jäger. Die Tötung muss begründet sein und eine Methode angewendet werden, die dem Tier möglichst wenig Angst und Schmerz verursacht.
Die rechtlichen Regelungen zur Tiereuthanasie variieren je nach Tierart, Situation und dem Land, in welchem das Tier eingeschläfert werden soll. Beispielsweise gelten für Nottötungen nach Unfällen besondere Regelungen. In manchen Fällen von anzeigepflichtigen Tierseuchen kann die Keulung behördlich angeordnet werden.

## Methoden
Welche Methoden der Tiereuthanasie zulässig sind, hängt sowohl von der Tierart ab als auch vom Grund der Tötung, vom Land und davon, ob es sich um ein Heimtier, Nutztier, Sporttier oder Wildtier handelt.

### Einschläfern
Zum Einschläfern von Tieren sind in Deutschland verschiedene Wirkstoffe zugelassen, die allesamt in den Körper des Tieres injiziert werden. Tiere, die zur Gewinnung von Lebensmitteln dienen, dürfen nicht durch Einschläfern getötet werden, da ihr Verzehr das Leben des Konsumenten gefährden könnte.
In der Veterinärmedizin wird zum Einschläfern von gleichwarmen Tieren meist Pentobarbital verwendet. Das Medikament bewirkt bei niedriger Dosierung einen tiefen Schlaf, der bei höheren Dosen in einen Herz- und Atemstillstand übergeht, und damit zu einem raschen, schmerz- und reflexlosen Tod im Schlaf führt. Andere Wirkstoffe sind Embutramid und Kaliumchlorid.

### Erschießung
Insbesondere in Folge von Wildunfällen muss die Polizei oft verletzte Wildtiere erschießen.
Im Falle von Tierseuchen, welche dazu führen, dass das Fleisch der Nutztiere nicht mehr für den menschlichen Verzehr geeignet ist, wie BSE oder Afrikanische Schweinepest, sind unter bestimmten Umständen auch die Halter oder Betreuer der Tiere dazu angehalten, deren Nottötung vorzunehmen. Hierzu darf auch ein spezielles Bolzenschussgerät verwendet werden.

### Genickbruch
Für Kleinsäuger wie Ratten, Mäuse und andere Kleintiere gilt in Nordamerika das fachmännisch durchgeführte Brechen des Genicks als zulässige Methode der Tiereuthanasie, ebenso in Australien bei jungen Kängurus.
Die fachmännisch ausgeführte Luxation der Halswirbelsäule durch schnelles, kräftiges Strecken des Tieres ist auch in Deutschland bei Ratten, Mäusen und Vögeln, die kleiner als eine Taube sind, zulässig, ebenso wie die Enthauptung mittels Guillotine bei Kleinnagern oder mit einem scharfen Beil bzw. Hackmesser bei Vögeln.

### Nichtionisierende Strahlung
Nach vorheriger Sedierung ist bei Tieren, die weniger als 700 Gramm wiegen, die Tötung durch zentrierte Gehirnbestrahlung mit Mikrowellen der Frequenz 2,45 GHz zulässig.

### Vergasen mittels CO2
Eine überdosierte CO2-Narkose ist als Methode zur Euthanasie von Ratten, Mäusen, Hamstern, Meerschweinchen und Geflügel in Deutschland zulässig. Bei Fischen ist entsprechend das Einleiten von CO2-Gas in das Wasser gestattet.

## Bestimmungen in unterschiedlichen Ländern

### Deutschland
In Deutschland ist der häufigste Grund für das Einschläfern von Haustieren eine unheilbare Erkrankung oder ein Unfall des Tieres. Außerdem dürfen die Polizei- und Ordnungsbehörden zur Gefahrenabwehr das Einschläfern von gefährlichen Tieren, vornehmlich aggressiven Hunden anordnen.
Tierärzte besitzen die notwendigen Kenntnisse und Fertigkeiten zum Einschläfern von Haustieren. Das Töten von Tieren ist in § 4 des deutschen Tierschutzgesetzes geregelt:

„Ein Wirbeltier darf nur unter Betäubung oder sonst, soweit nach den gegebenen Umständen zumutbar, nur unter Vermeidung von Schmerzen getötet werden. […] Ein Wirbeltier töten darf nur, wer die dazu notwendigen Kenntnisse und Fähigkeiten hat.“

Das Töten von Zootieren ist in Deutschland separat geregelt und unterscheidet tiermedizinische Gründe von anderen Aspekten, wie dem Populationsmanagement und dem Verfüttern an andere Zootiere.
Nach Jagdunfällen ist außerdem das Töten schwer verletzter Wildtiere durch einen Fangschuss unter bestimmten Voraussetzungen zulässig – in Deutschland wird dies im Bundesjagdgesetz geregelt.

### Österreich
Dem Österreichischen Tierschutzgesetz folgend, ist das Töten von Tieren "ohne vernünftigen Grund" grundsätzlich verboten. Kleintierpraxen müssen in ihrem Arbeitsalltag häufig entscheiden, ob die durch den Halter gewünschte Euthanasie tierschutzgesetzkonform oder aber tierschutzgesetzwidrig ist. Umgekehrt kann auch das Unterlassen einer Euthanasie eine unzulässige Leidensverlängerung darstellen, weshalb Einzelfallentscheidungen nötig sind. Wird ein Tier ungerechtfertigt getötet, stellt dies eine Verwaltungsübertretung dar.

### USA
Die US-amerikanische Tierärztevereinigung AVMA legt ebenfalls hohen Wert darauf, eine Tiereuthanasie für das Tier möglichst frei von Angst und Schmerzen durchzuführen. Auf über 100 Seiten wurden die im Jahr 2020 zulässigen Methoden zur Tiereuthanasie sowie die Rahmenbedingungen aufgeführt. Zu den zulässigen Methoden zählen (je nach Tierart) Inhalation oder intravenöse Verabreichung zugelassener veterinärmedizinischer Arzneimittel, physische Methoden wie Bolzenschuss, Erschlagen, Erschießen, Genickbruch und Enthauptung. Elektroschocks sind auch bei einigen Tierarten erlaubt, hierzu zählen in den USA Rinder, Hunde, Schafe, Ziegen, Schweine, Füchse, Nerze, Hühner und Fische. Auch die Bestrahlung durch Mikrowellen und das Ausbluten (nur nach vorheriger Betäubung) sind zulässig. Zu den unzulässigen Methoden zählen unter anderem das Ertränken, ebenso wie das Erfrieren oder der Einsatz von Chemikalien.

### Indien
Die indische Tierschutzorganisation „Animal Welfare Board of India“ beklagte im Jahr 2013, dass zur Tiereuthanasie von Tierärzten, sowie in einigen Tierheimen, ungeeignete Methoden zur Anwendung kämen. Sie lehnten die Verwendung von Einzelwirkstoffen ohne vorherige Betäubung ab, namentlich erwähnt wurden in diesem Kontext Suxamethonium, Magnesiumsulfat oder Kaliumchlorid. Es sei nicht akzeptabel, dass die Tiere Schmerzen und Angst erleiden müssten. Als Sedativum für größere Tiere empfahl die Organisation stattdessen die Verwendung von Xylazin, bei kleineren Tieren könne zusätzlich Ketamin verabreicht werden. Thiopental könne dann eingesetzt werden, um bei bereits betäubten Tieren einen Herzstillstand auszulösen.